# Richárd Végh
Richárd Végh, född 2000, är en ungersk brottare som tävlar i fristil.

## Karriär
Vid EM 2025 i Bratislava tog Végh brons i 97 kg-klassen efter att ha besegrat polske Radosław Baran i bronsmatchen.